# Alban Skënderaj
Alban Skënderaj, född den 20 april 1982 i Vlora i Albanien, är en albansk sångare, bosatt i Italien. Skënderaj sitter för närvarande i juryn i TV-programmet X Factor Albania. Hans far var officer i den albanska armén. När Skënderaj var 14 år gammal flyttade han med sin familj till Pistoia, nära Florens i Italien.
Alban Skënderaj ledde år 2009, tillsammans med Miriam Cani, Albaniens uttagning till Eurovision Song Contest 2010, Festivali i Këngës 48. Året därpå meddelades det att Skënderaj kom att själv delta i tävlingen (Festivali i Këngës 49), även nu tillsammans med Miriam Cani. De deltar med låten Ende ka shpresë. Den 23 december 2010 tog de sig vidare till finalen som hölls den 25 december 2010 i Tirana. Vid finalen slutade de på en andra plats bakom segrande Aurela Gaçe. År 2012 släppte Skënderaj singeln "Mirëmëngjes" (god morgon) och i juli samma år släpptes musikvideon till låten. Under hösten ställde Skënderaj upp i Kënga Magjike 14 med låten "Refuzoj". I samma tävling hade han även varit med och producerat 4 bidrag till andra artister. Vid finalen av tävlingen den 10 november 2012 fick han 958 poäng vilket räckte till en överlägsen seger, hela 213 poäng före tvåan Aleksandër och Renis Gjoka. Han tilldelades även publikens pris i samma final.
Skënderaj har vunnit musiktävlingen Top Fest två gånger. 2005 med låten "Vetëm ty" och 2006 tillsammans med Kthjellu och med låten "Diçka".

## Diskografi

### Singlar
- 2012: Refuzoj
- 2012: Mirëmëngjes
- 2010: Ende ka shpresë (feat. Miriam Cani)
- 2010: Si më parë
- 2009: This is Your Day (feat. The Ring)
- 2008: Larg dhe afër
- 2006: Eklips
- 2006: Diçka (feat. Kthjellu)
- 2005: Thirrje e dëshpëruar
- 2005: Vetëm ty
- 2005: My Oasis

### Album
- 2011: Ende ka shpresë
- 2008: Melody
- 2005: Vetëm ty

### Fotnoter
1. 1 2  ”Alban Skënderaj - About Me”. albanskenderaj.com. Arkiverad från originalet den 20 augusti 2010. https://web.archive.org/web/20100820015255/http://www.albanskenderaj.com/as/About_Me.html. (engelska)
2. ↑  Hondal, Victor (23 december 2010). ”Albania: Nine acts qualify for the final”. esctoday. Arkiverad från originalet den 27 december 2010. https://web.archive.org/web/20101227083528/http://www.esctoday.com/news/read/16385. (engelska)
3. ↑  "Miremengjes nga Alban Skenderaj Arkiverad 16 augusti 2012 hämtat från the Wayback Machine. Tekste Shqip (albanska)
4. ↑  ”Ja dhe rezultatet e votimeve te "Kenga Magjike 2012"” (på albanska). kengamagjike.com. 10 november 2012. Arkiverad från originalet den 13 november 2012. https://web.archive.org/web/20121113020336/http://www.kengamagjike.com/wp/ja-dhe-rezultatet-e-votimeve-te-kenga-magjike-2012/.